# 割れる (クルアーン)
『割れる』とは、クルアーンにおける第84番目の章（スーラ）。25の節（アーヤ）から成る。マッカ啓示に分類される。

## 内容
冒頭の「天が裂け割れて」に因んでこの題名が付けられている。
善行と報奨、昇天について述べられる。
21節はサジダ節。